# Буфало (Ајова)
Буфало (енгл. Buffalo) град је у америчкој савезној држави Ајова. По попису становништва из 2010. у њему је живело 1.270 становника.

## Демографија
Према попису становништва из 2010. у граду је живело 1.270 становника, што је -51 (-3.9%) становника више него 2000. године.
| Група             | 2000.         | 2010.         |
| Белци             | 1.232 (93,3%) | 1.209 (95,2%) |
| Афроамериканци    | 17 (1,3%)     | 6 (0,5%)      |
| Азијати           | 2 (0,2%)      | 3 (0,2%)      |
| Хиспаноамериканци | 51 (3,9%)     | 32 (2,5%)     |
| Укупно            | 1.321         | 1.270         |